# Zlatno runo
Zlatno runo (grčki: Χρυσόμαλλον Δέρας) je u grčkoj mitologiji predstavljalo krzno krilatog ovna Krizomala (Χρυσόμαλλος). Pojavljuje se u priči o Jazonu i Argonautima koji su isplovili u potragu za runom kako bi pravedno postavili Jazona na tron Jolka u Tesaliji. Priča ima dugačku povijest – također se prepričavala u Homerovo doba (8. stoljeće pr. Kr.) – te je naposljetku preživjela u mnogim različitim oblicima koji se razlikuju u detaljima. Stoga se u kasnijim verzijama priče govori da je ovan bio potomak boga mora Posejdona i Temiste (mnogo rjeđe, Nefele). Klasična priča je Argonautica koju je napisao Apolonije s Roda.
Atamant, kralj grada Orhomena u Beotiji, regiji na jugoistoku Grčke, uzeo je za svoju prvu ženu božicu oblaka Nefelu s kojom je imao dvoje djece, sina Friksa i kćer Helu. Atamant je ostavio Nefelu i oženio se Kadmovom kćeri Inom. Ino je bila ljubomorna na muževljevu djecu iz prvog braka pa je smislila kako ih ubiti. (Prema nekim verzijama, uvjerila je Atamanta da žrtvuje Friksa jer je to bio jedini način da zaustavi glad u Orhomenu.) Nefela, ili njezin duh, ukazao se djeci zajedno s krilatim ovnom čije je runo bilo sve od zlata. Na ovnu su djeca pobjegla preko mora, ali je Hela pala i utopila se u prolazu koji je nazvan po njoj, Helespont. Ovan je odveo Friksa u sigurnost Kolhide (današnja Gruzija) na udaljenoj (istočnoj) obali Euksinskog (Crnog) mora. Friks je tada žrtvovao ovna i objesio je njegovo runo na stablo (često se u priči navodi hrast) u lugu posvećenom Aresu gdje ga je čuvao zmaj. Ondje je runo ostalo sve dok ga Jazon nije uzeo. Ovan je postao istoimeno zviježđe na nebu.

## Više informacija
- Jazon
- Medeja
- Apsirt
- Argonauti
- Red Zlatnog Runa
- More Čudovišta